# 红旗街道 (大连市)
红旗街道，是中华人民共和国辽宁省大連市甘井子區下辖的一个乡镇级行政单位。

## 行政区划
红旗街道下辖以下地区：
红港家属委员会社区、祥和社区、吉祥社区、鸿盛社区、亲亲家园社区、兰丰社区、里程社区、彩虹社区、张家村、棠梨村、柳树村、岔鞍村和刘家村。